# Marco Tumminello
Marco Tumminello, né le 6 novembre 1998 à Erice, est un footballeur italien qui joue pour au poste d'attaquant au FC Crotone.

## Biographie

### En club
Tumminello est issue de l'académie de l'AS Roma et fait ses débuts en Serie A le 6 janvier 2016 contre le Chievo Verona, remplaçant Alessandro Florenzi dans les prolongations. 
Le 31 août 2017, Tumminiello rejoint Crotone pour un prêt d'une saison. 
Le 22 juin 2018, Tumminello est transféré à l'Atalanta en Serie A. 
Le 28 janvier 2019, il est prêté au club de Serie B de Lecce. 
Le 20 juillet 2019, Tumminello rejoint Pescara en prêt jusqu'au 30 juin 2020. Après avoir commencé la saison en grande forme avec deux buts en trois matchs, Tumminello subi une blessure au ligament croisé antérieur qui le force à manquer la majeure partie de la saison. Son retour est initialement prévu pour avril 2020.

### En sélection nationale
Avec les moins de 18 ans, il inscrit deux buts lors de l'année 2016, contre la Belgique et la Roumanie.
Avec les moins de 19 ans, il en février 2017 un but contre l'équipe de France, lors d'un match amical.
Il fait ses débuts avec l'équipe d'Italie espoirs le 6 septembre 2019, marquant à cette occasion un but lors d'un match amical remporté 4-0 contre la Moldavie. Quatre jours plus tard, lors des éliminatoires de l'Euro espoirs 2021, il récidive en inscrivant un but contre le Luxembourg (victoire 5-0).